# Milcovul (gmina)
Milcovul – gmina w Rumunii, w okręgu Vrancea. Obejmuje miejscowości Milcovul i Lămotești. W 2011 roku liczyła 2995 mieszkańców.